# Lycée Louis-le-Grand
Lycée Louis-le-Grand (Phát âm tiếng Pháp: [Lise lwi lə gʁɑ]) là một trường trung học danh tiếng đặt tại Paris. Được thành lập vào năm 1563 dưới dạng Collège de Clermont, trường được đặt theo tên của vua Louis XIV của Pháp (Louis Đại đế) sau khi ông mở rộng sự bảo trợ trực tiếp cho nó vào năm 1682. Nó cung cấp cả chương trình giáo dục đại học dạng sáu (như lycée hoặc trường trung học với 800 học sinh), và một chương trình giảng dạy sau trung học cấp (lớp préparatoires với 900 sinh viên), chuẩn bị học sinh cho lối vào tầng lớp thượng lưu Grandes Ecoles cho nghiên cứu, chẳng hạn như École Normale Supérieure, cho kỹ thuật, chẳng hạn như École Polytechnique, hoặc cho doanh nghiệp, chẳng hạn như HEC Paris. Học sinh tại Lycée Louis-le-Grand được gọi là magnoludoviciens.
Louis-le-Grand, được thành lập vào năm 1738, nằm ở trung tâm của Quartier Latin, khu học chánh truyền thống của Paris. Các trường trung học nằm đối diện với Sorbonne và tiếp giáp với Collège de France. Phía nam của nó mở ra nơi du Panthéon, vị trí của đối thủ lịch sử của nó, Lycée Henri-IV. Hai lycées này là nơi tổ chức lớp học chuẩn bị lâu đời nhất ở Pháp, thường được xem là có chọn lọc nhất trong nước.
Do đó, Louis-le-Grand được coi là đóng một vai trò quan trọng trong việc giáo dục các tầng lớp tinh hoa của Pháp. Nhiều cựu học sinh đã trở thành các nhà khoa học có ảnh hưởng, chính khách, nhà ngoại giao, nhà báo, trí thức và nhà văn. "Trường Cao đẳng Dòng Tên Paris", đã viết Élie de Beaumont năm 1862, "đã là một vườn ươm quốc gia lâu đời, màu mỡ nhất trong những người đàn ông vĩ đại". Thật vậy, các cựu học sinh đã bao gồm các nhà văn Molière, Victor Hugo và Charles Baudelaire, các nhà cách mạng Robespierre, Saint-Just, Sade và Camille Desmoulins, cũng như bảy cựu tổng thống Pháp và vô số các bộ trưởng và thủ tướng, các triết gia như Voltaire, Diderot, Emile Durkheim, Jean-Paul Sartre và Jacques Derrida, các nhà khoa học Évariste Galois, Henri Poincaré và Laurent Schwartz cùng các nghệ sỹ Eugène Delacroix, Edgar Degas và Georges Méliès. Sinh viên nước ngoài nổi tiếng của lycée bao gồm King Nicholas I của Montenegro, Léopold Sédar Senghor, và Saint Francis de Sales.
Nhập học vào Louis-Le-Grand rất cạnh tranh; quá trình tuyển chọn nghiêm ngặt dựa trên điểm học vấn, từ trung học cơ sở (để vào trường trung học) và các trường trung học (để nhập học vào các lớp chuẩn bị) trên khắp nước Pháp. Các tiêu chuẩn giáo dục của trường được đánh giá cao và điều kiện làm việc được coi là tối ưu do đòi hỏi tuyển dụng giáo viên. Sinh viên Louis-Le-Grand thường đạt được kết quả xuất sắc; đứng đầu bảng xếp hạng quốc gia đối với bằng tú tài lớp ở trường trung học và nhập cảnh vào tốt nhất grandes écoles trong các lớp dự bị.